# Anna Puławska
Anna Puławska (født 7. februar 1996) er en polsk kajakroer, der konkurrerer i sprint.
Hun repræsenterede Polen under sommer-OL 2020 i Tokyo, hvor hun vandt sølv på K-2 500 meter og bronze i K-4 500 meter.